# Danielle Bisutti
Danielle Nicole Bisutti (Los Angeles, 1 oktober 1976) is een Amerikaans actrice en zangeres van Italiaanse afkomst.

## Filmografie

### Televisie
| Jaar        | Productie                          | Rol                              |
| ----------- | ---------------------------------- | -------------------------------- |
| 2000        | Strip Mall                         | ?                                |
| 2001        | Dharma & Greg                      | Joy                              |
| 2003        | Miss Match                         | Missy                            |
| 2003        | Platonically Incorrect             | Serveerster                      |
| 2003        | Andy Richter Controls the Universe | Kantoordame                      |
| 2003        | Less Than Perfect                  | Verkoopmedewerkster              |
| 2003        | Charlie Lawrence                   | Denise                           |
| 2003        | Charmed                            | The Lady of the Lake             |
| 2004        | Boston Legal                       | Roberta Sloane                   |
| 2004 – 2005 | The O.C.                           | Joan                             |
| 2006        | Twenty Good Years                  | Courtney de psychische therapeut |
| 2006        | Courting Alex                      | Veronica                         |
| 2006        | Two and a Half Men                 | Vicki                            |
| 2007        | Shark                              | Francis Chambers                 |
| 2007        | Cold Case                          | Mevrouw Valentine uit 1953       |
| 2007 – 2008 | Without a Trace                    | Teri Long                        |
| 2008        | Wizards of Waverly Place           | Mona Lisa                        |
| 2008 – 2009 | Raising the Bar                    | Emma Troutman                    |
| 2008        | Get Smart                          | Vliegtuigpassagier               |
| 2008 – 2011 | True Jackson, VP                   | Amanda Cantwel                   |
| 2010        | Bones                              | Marlowe Becker                   |
| 2011        | Body of Proof                      | Vicki Hemington                  |
| 2011        | Private Practice                   | Lynn                             |
| 2011 – 2012 | CSI: Miami                         | Gabrielle Wade                   |
| 2011 – 2012 | Parks and Recreation               | Professor Linda Lonegan          |
| 2012        | 90210                              | Connie                           |
| 2012        | Hot in Cleveland                   | Verena                           |
| 2012        | Last Man Standing                  | Michelle                         |
| 2012        | Castle                             | Claire Panchard                  |
| 2012        | Leverage                           | Wendy Baran                      |
| 2012        | Criminal Minds                     | Debra Acklin                     |
| 2012        | NCIS                               | SSSA Ashley Winter               |
| 2013        | CSI: Crime Scene Investigation     | Theresa Shea                     |
| 2013        | Grey's Anatomy                     | Liz Langer                       |
| 2013        | Anger Management                   | Kristy                           |
| 2015        | I Didn't Do It                     | Mevrouw Clegg                    |
| 2015        | NCIS: Los Angeles                  | Atty. Sarah Taylor               |
| 2016        | Dr. Ken                            | Denise                           |
| 2018        | Nanny Killer                       | Mevrouw Grey                     |
| 2019        | Dwight in Shining Armor            | Witch Hexela                     |

### Film
| Jaar | Productie                                 | Rol                  |
| ---- | ----------------------------------------- | -------------------- |
| 2001 | Automatic                                 | Morgan Black         |
| 2001 | Survivor: Los Angeles the Ultimate Parody | Taylor               |
| 2004 | Tropix                                    | Corrine Findlay      |
| 2004 | Seeing Iris                               | Iris Jones           |
| 2005 | Venice Underground                        | Wexler's secretaris  |
| 2005 | Downsizing                                | Beatrix Schnabel     |
| 2007 | The Neighbor                              | Floria Riamondi      |
| 2008 | Three Minutes in Heaven                   | Joy                  |
| 2008 | Get Smart                                 | Vliegtuigpassagier   |
| 2008 | The Caretaker                             | Jessica              |
| 2010 | No Greater Love                           | Heather Stroud       |
| 2013 | Curse of Chucky                           | Barbie "Barb" Pierce |
| 2013 | Back in the Day                           | Annette Taylor       |
| 2013 | Insidious: Chapter 2                      | Michelle Crane       |